# Жувинтас (озеро)
Жу́винтас (устар. Жувинта; лит. Žuvintas) — озеро на северо-западе Алитусского района Литвы, одно из крупнейших в стране. Располагается в 8 км севернее города Симнас. Относится к бассейну Шешупе.
Представляет собой заболоченное эвтрофное озеро округлой формы, вытянуто в субмеридиональном направлении. Находится на высоте 86,8 м над уровнем моря. Площадь озера составляет 9,712 км², длина 5,7 км, ширина до 3 км. Мелководно, наибольшая глубина — 2,5 м, средняя глубина — 0,67 м. Протяжённость береговой линии — 16,5 км. Зарастающее. Площадь водосборного бассейна — 344,9 км².